# Conseil de l'Ordre des masseurs kinésithérapeutes
 (novembre 2017).
 (décembre 2017).
Le Conseil National de l'Ordre des masseurs kinésithérapeutes est l'ordre professionnel des masseurs-kinésithérapeutes exerçant la kinésithérapie en France. C'est un organisme professionnel, administratif et juridictionnel de défense et de régulation de la profession de masseur kinésithérapeute. C'est une structure de droit privé ayant une mission de service public.

## Structure
L'Ordre est structuré en trois types de conseils :
- le conseil national (CNO), composé de 38 conseillers titulaires et d'un conseiller d'état ;
- le conseil régional (CRO), composé de conseillers titulaires ;
- le conseil départemental (CDO), composé de conseillers titulaires.

### CNO - Conseil national de l'Ordre

#### Missions
- Une tarification de la cotisation pour l'inscription au tableau et le montant de la répartition entre les divers niveaux ;
- un logo et un caducée ;
- un code de déontologie, paru au JO, le 5 novembre 2008 ;
- une représentation et défense de la profession.

#### Autres missions
- Lutter contre l’exercice illégal de la profession ;
- organiser et participer avec les conseils régionaux et la Haute Autorité de santé, à des actions d’évaluation des pratiques des masseurs-kinésithérapeutes ;
- représenter la profession et leur fait toutes propositions utiles, notamment sur les questions relatives à l’exercice et à la formation initiale ;
- organiser l’entraide ;
- entendre des recours administratifs ;
- étudier les demandes de libre prestation de services ;
- reconnaître des titres et des diplômes d’études complémentaires ;
- rédiger des contrats types ;
- édicter un règlement de qualification ;
- rédiger des règlements de trésorerie ;
- contrôler la gestion des divers conseils ;
- gérer les biens de l’Ordre.

#### Structure
Le CNO est divisé en deux bureaux : un bureau administratif de 8 membres et un collège exécutif de 38 membres titulaires.
Les 38 membres titulaires du collège exécutif du CNO sont élus au suffrage universel direct par les conseillers du CDO.
Le CNO est constitué de trente-huit membres élus : 15 binômes libéraux et 4 binômes salariés, d’un représentant du ministère de la Santé, qui a voix consultative. Il est assisté par un membre du conseil d’État, ayant au moins le rang de conseiller d’État, nommé par le ministère de la Justice. Il a une voix délibérative.
Les conseillers nationaux sont assistés de collaborateurs salariés. Le conseil national a en son siège le service tableau, le service cotisations, le service juridique, le service système d’informations, le service comptabilité, le service recouvrement, le service communication, et le secrétariat général.

#### CNO 2011-2014
De 2011 à 2014, le CNO a été présidé par Jean-Paul David.

##### CNO 2014-2017
De 2014 à 2017, le CNO a été présidé par Pascale Mathieu. EIle était assistée par Jacky Richard conseiller d'État.
Le renouvellement des conseillers nationaux a eu lieu le 27 octobre 2017.

### CRO - Conseil Régional de l'Ordre
Le CRO comprend une chambre disciplinaire de première instance, présidée par un magistrat de l’ordre administratif.
La France est divisé en 13 secteurs regroupant une ou plusieurs régions. Chacun de ces secteurs a un conseil régional (ou interrégional).
Dans chaque région, un CRO des masseurs-kinésithérapeutes assure les fonctions de représentation de la profession dans la région et de coordination des conseils départementaux.

### CDO - Conseil Départemental de l'Ordre
Chaque département possède un CDO qui gère la tenue du tableau, mais il intervient aussi au plus près des professionnels, pour des conseils en matière de d’inscriptions, transferts, radiations, étude et rédaction de contrat (sur le volet déontologique), pour aider à résoudre les litiges qui peuvent émailler une vie professionnelle, et pour délivrer les autorisations requises. Il consulte le casier judiciaire du professionnel pour pouvoir l'y inscrire autorise le président à ester en justice.
Dans chaque département, le CDO exerce, sous le contrôle du conseil national, les attributions générales de l’ordre, énumérées à l’article L. 4321-14.
Représentant de proximité de l’ordre. Il est composé de masseurs-kinésithérapeutes libéraux et salariés élus par les professionnels en exercice dans le département.
Chaque professionnel qui voit un changement dans son exercice doit le signaler à son conseil.
De même, le conseil départemental est en mesure d’assister les kinésithérapeutes au titre de sa mission d’entraide.

## Système électoral
Suffrage universel direct et renouvellement par moitié (le premier à la fin du premier trimestre 2011 et le deuxième à la fin du premier trimestre 2014) et tous les deux ans.

## Histoire
Le 30 avril 1946, une loi crée le diplôme d'État de masseur-kinésithérapeute, avec son Conseil supérieur de la kinésithérapie à l'image du CNO des médecins. Mais en 1973, il a été absorbé par le Conseil supérieur des professions paramédicales. Il faudra attendre la loi no 95-116 du 4 février 1995 et son abrogation par l'ordonnance 2000-548 2000-06-15 art. 4 I JORF du 22 juin 2000 pour que soit recréé le Conseil de l’Ordre.
La loi de santé publique du 9 août 2004 institue le Conseil de l’Ordre des Masseurs Kinésithérapeutes.
Après les décrets d’application parus le 14 mars 2006, les autorités administratives réunissent dans tous les départements de France les kinésithérapeutes, pour élire les premiers conseils départementaux sous la responsabilité des DDASS.
Le logo du CNO fut mis en délibération le 18 décembre 2006, et son compte rendu le 10 novembre. Il est repris sur le caducée.
Le 26 septembre 2010, le logo du CNO devient l’emblème de la profession. Il fut imaginé par l'infographiste Emmanuelle Trésarieu, et la création du trophée remis pour le Prix de l'Ordre est une réalisation du sculpteur breton Roland Guillaumel.

## Prix de l'Ordre
Le Premier prix de l'Ordre fut attribué en septembre 2009 à une personne ayant valorisé la profession.

### Palmarès
- 2009 : Rosalie Seyller, pour son action un massage pour le Téléthon, action organisée par l'Association française contre les myopathies (AFM)[6].